# Ruben Verheyden
Ruben Verheyden, född 22 december 2000, är en belgisk friidrottare som främst tävlar i medeldistanslöpning och terränglöpning.

## Karriär

### 2019–2020
I juli 2019 tävlade Verheyden i sin första internationella tävling vid junior-EM i Borås, där han slutade på 11:e plats på 1 500 meter med en tid på 3.59,46. I september samma år tog Verheyden brons på 1 500 meter vid belgiska mästerskapen med en tid på 3.51,74. I december slutade han på 58:e plats i U20-klassen vid terräng-EM i Lissabon.
I augusti 2020 tog Verheyden sitt andra raka brons på 1 500 meter vid belgiska mästerskapen efter ett lopp på tiden 3.48,82.

### 2021–2022
I februari 2021 tog Verheyden guld på 1 500 meter vid belgiska inomhusmästerskapen efter ett lopp på tiden 3.46,15. I juni samma år tog han silver på 1 500 meter vid belgiska mästerskapen efter ett lopp på tiden 3.44,73. Följande månad tog han guld på 1 500 meter vid U23-EM i Tallinn efter ett lopp på 3.40,03. I december var Verheyden med och tog brons i mixstafetten vid EM i terränglöpning i Dublin.
I februari 2022 tog Verheyden sitt andra raka guld på 1 500 meter vid belgiska inomhusmästerskapen efter ett lopp på tiden 3.43,00. I juni samma år tog han guld på 1 500 meter vid belgiska mästerskapen i Gent efter ett lopp på 3.38,11. Månaden därpå förbättrade han sitt personbästa på 1 500 meter till 3.35,19	vid tävlingen KBC Night of Athletics i Heusden-Zolder. Under samma månad tävlade Verheyden vid VM i Eugene där han blev utslagen i försöksheatet efter ett lopp på 3.39,46, endast en hundradel från att kvalificera sig för semifinalen.
I augusti 2022 tävlade Verheyden vid EM i München men tog sig inte vidare från försöksheatet på 1 500 meter. I december 2022 tävlade han vid EM i terränglöpning i Turin och var en del av Belgiens lag som slutade på sjunde plats i mixstafetten.

## Tävlingar

### Internationella
| År                   | Tävling                             | Plats                | Placering            | Gren                 | Tid                  |
| Tävlande för Belgien | Tävlande för Belgien                | Tävlande för Belgien | Tävlande för Belgien | Tävlande för Belgien | Tävlande för Belgien |
| -------------------- | ----------------------------------- | -------------------- | -------------------- | -------------------- | -------------------- |
| 2019                 | Junioreuropamästerskapen            | Borås                | 11:e                 | 1 500 meter          | 3.59,46              |
| 2019                 | Europamästerskapen i terränglöpning | Lissabon             | 58:e                 | 6 km (U20)           | 20.05                |
| 2021                 | U23-europamästerskapen              | Tallinn              | 1:a                  | 1 500 meter          | 3.40,03              |
| 2021                 | Europamästerskapen i terränglöpning | Dublin               | 3:e                  | Mixstafett           | 18.06                |
| 2022                 | Världsmästerskapen                  | Eugene               | 30:e (h)             | 1 500 meter          | 3.39,46              |
| 2022                 | Europamästerskapen                  | München              | 25:e (h)             | 1 500 meter          | 3.44,76              |
| 2022                 | Europamästerskapen i terränglöpning | Turin                | 7:e                  | Mixstafett           | 17.47                |
| 2023                 | Världsmästerskapen                  | Budapest             | 11:e (sf)            | 1 500 meter          | 3.33,96              |
| 2023                 | Europamästerskapen i terränglöpning | Bryssel              | 5:e                  | Mixstafett           | 20.15                |
| 2024                 | Europamästerskapen                  | Rom                  | 4:e                  | 1 500 meter          | 3.33,40              |

### Nationella
| - Belgiska friidrottsmästerskapen (utomhus): - 2019: Brons – 1 500 meter (3.51,74, Bryssel) - 2020: Brons – 1 500 meter (3.48,82, Bryssel) - 2021: Silver – 1 500 meter (3.44,73, Bryssel) - 2022: Guld – 1 500 meter (3.38,11, Gent) - 2023: Guld – 1 500 meter (3.41,78, Brygge) | - Belgiska friidrottsmästerskapen (inomhus): - 2021: Guld – 1 500 meter (3.46,15, Louvain-la-Neuve) - 2022: Guld – 1 500 meter (3.43,00, Louvain-la-Neuve) |

## Personliga rekord
| Utomhus - 800 meter – 1.45,69 (Bryssel, 25 maj 2024) - 1 500 meter – 3.33,40 (Rom, 12 juni 2024) - 2 000 meter – 4.52,37 (Bryssel, 8 september 2023) 0NR0 | Inomhus - 800 meter – 1.49,18 (Gent, 30 januari 2022) - 1 000 meter – 2.18,96 (Gent, 3 februari 2024) - 1 500 meter – 3.36,55 (Toruń, 6 februari 2024) - 2 000 meter – 5.04,89 (Liévin, 17 februari 2022) |